# Дадынское
Дады́нское (Дады́нские озёра) — солоноватое озеро в Левокумском районе Ставропольского края России. Относится к Западно-Каспийскому бассейновому округу; речной бассейн — бессточные районы междуречья Терека, Дона и Волги; водохозяйственный участок — Восточный Маныч от Чограйского гидроузла до устья. Входит в состав водно-болотного угодья «Дадынские озёра».

## Физико-географическая характеристика
Озеро Дадынское расположено на юго-востоке Кумо-Манычской впадины, к северо-востоку от села Приозёрское Левокумского района. Представляет собой группу из трёх неглубоких озёр (0,7 — 2 м), общей площадью 31,5 км²:
- Большое Дадынское (Дадынское). Вытянуто с северо-запада на юго-восток. Длина озера 14 км, наибольшая ширина — 4 км. Высота над уровнем моря — 14 м. Береговая линия изрезанная и извилистая. В акватории озера находится множество мелких островов.
- Малое Дадынское (Солёное). Расположено восточнее Большого Дадынского и также вытянуто с северо-запада на юго-восток. Высота над уровнем моря — 13 м. Длина — 9 км, наибольшая ширина — 1,8 км. Имеет множество небольших островов.
- Южное Дадынское (Максимокумское). Вытянуто с юга на север. Длина — 7 км, наибольшая ширина — 1,2 км. Высота над уровнем моря — 17 м. Имеет большое количество островов и полуостровов[4][5][6].

Озеро окружено солончаками, местами топкими и непроходимыми. Наиболее обширную площадь солончаковые почвы занимают в северо-западной части побережья. На возвышенных участках местности в окрестностях озера распространена злаково-полынная ксерофитная полупустынная степь.
Источниками питания озера являются талые снеговые воды (весной) и атмосферные осадки (летом), а также расположенные на прибрежной территории артезианские скважины. В южной части Дадынское подпитывается и опресняется водами, поступающими из оросительной системы Кумо-Манычского канала. В засушливые периоды озеро пересыхает.

## Растительный и животный мир
Отдельные участки прибрежной зоны озера Дадынское занимают густые заросли тростника; травянистая растительность степных участков представлена ксерофитами (полынь, ковыль, типчак, мятлик, пырей).
Приозёрная территория является местом массовой концентрации водоплавающих и околоводных птиц, относящихся к обычным гнездящимся видам (малая поганка, большая поганка, большой баклан, большая выпь, жёлтая цапля, большая белая цапля, малая белая цапля, серая цапля, рыжая цапля, кряква, серая утка, широконоска, красноносый нырок, красноголовая чернеть, болотный лунь, камышница, лысуха, хохотунья, белокрылая крачка, речная крачка).
Из редких видов птиц встречаются: чайконосая крачка, краснозобая казарка, черноголовый хохотун, красавка, степная пустельга, авдотка, ходулочник. В небольшом количестве на озере гнездятся представители сокращающихся в численности видов: малая крачка, кудрявый пеликан, колпица, степная тиркушка. Во внегнездовое время встречается малый баклан.
В окрестностях водоёма обитают редкие виды рептилий — узорчатый полоз и палласов полоз.